# Bonprix
Bonprix è un'azienda tedesca specializzata nella vendita per corrispondenza di abbigliamento, scarpe, accessori e articoli per la casa, tramite catalogo cartaceo e webshop. L'azienda fa parte del Otto Group, un importante rivenditore tedesco di prodotti online e cataloghi. Bonprix è attiva in oltre 25 paesi e nel 2024 occupava circa 2500 addetti in tutto il mondo. La sede del gruppo è ad Amburgo.

## Storia

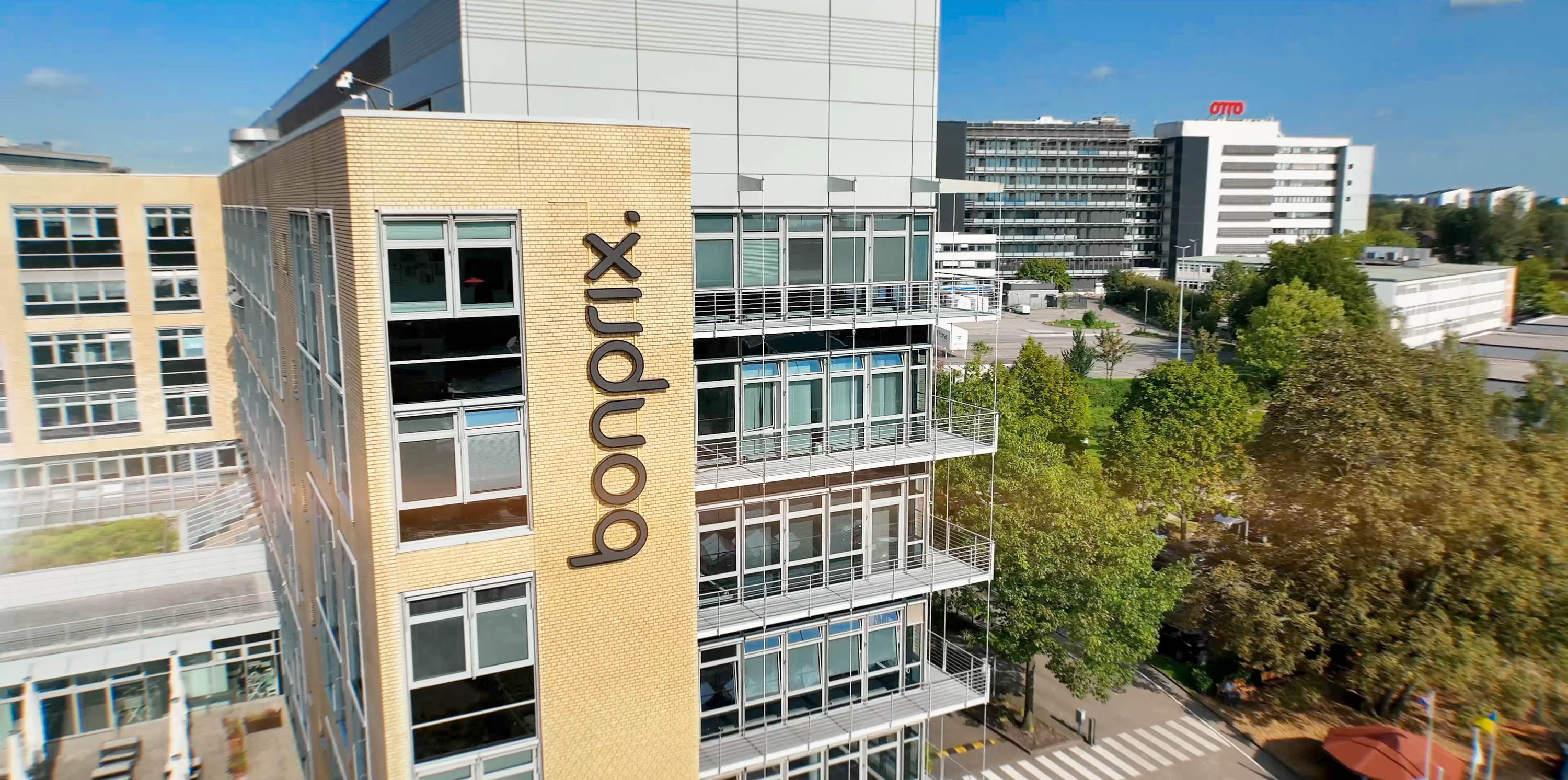
Sede centrale di Bonprix ad Amburgo

Logo precedente

Bonprix è stata fondata nel 1986 ad Amburgo da Hans-Joachim Mundt e Michael Newe come filiale di Otto. L'azienda è stata fondata come società di vendita per corrispondenza di cataloghi e successivamente si è spostata principalmente nel settore di Internet. Nel 1999 apre le prime filiali in Germania. Nel 2023 Bonprix ha deciso di cessare la vendita al dettaglio a partire dallo store tedesco.
Anno dopo anno l'azienda si espande in Europa e negli Stati Uniti, crescendo fino a diventare un gruppo internazionale attivo oltre 25 paesi, focalizzato sull’e-commerce. Dagli anni '90, Bonprix ha ampliato le sue attività commerciali a livello internazionale: in Francia e Polonia (1991), Italia (1992), Belgio (2003), Grecia, Paesi Bassi e Repubblica Ceca (2004), Estonia, Gran Bretagna, Lettonia e Svizzera (2005). (2005), al Lussemburgo, all'Austria, alla Russia e alla Slovacchia (2006), in Ungheria (2007), all'Ucraina (2008) e in Svezia (2009). Nel 2009 è stato acquisito il produttore statunitense di costumi da bagno Venus Swimwear, che si è espanso negli anni successivi. Bonprix è rappresentata anche in Romania dal 2010, in Brasile e Kazakistan dal 2012, in Norvegia dal 2017, in Spagna dal 2020 e in Finlandia dal 2021. Dopo l'inizio della guerra in Ucraina, il mercato russo è stato abbandonato.
La sede italiana di Valdengo è stata fondata nel 1997. Nel 1997 è stato messo online anche il negozio online tedesco dell'azienda. Entro il 2020, sono stati aperti negozi online in altri otto Paesi. Il primo webshop Bonprix per dispositivi mobili è stato lanciato in Germania nel 2011, seguito da negozi mobili internazionali. Nel 2016 è stata lanciata l'app Bonprix.

## L'azienda

### Canali di distribuzione
A partire dal 1990 Bonprix si è differenziata con un mix di cataloghi, negozi monomarca e negozio online. È tuttavia il canale e-commerce a generare i più alti volumi di vendita.
L'e-commerce è ora diventato il canale di vendita più importante dell'azienda; nell'esercizio finanziario 2020/21, circa l'88% dei ricavi è stato generato attraverso negozi online e mobili.

### Gamma di prodotti
La gamma di prodotti Bonprix comprende abbigliamento, scarpe e accessori per donna, uomo e bambino, oltre a prodotti tessili per la casa, mobili e oggetti decorativi. Le collezioni sono disegnate internamente e prodotte su ordinazione. Bonprix vende quasi esclusivamente marchi propri, mentre i marchi di terzi sono offerti solo nel segmento delle calzature. Negli Stati Uniti, la filiale di Bonprix Venus Fashion Inc. vende abbigliamento e costumi da bagno con il marchio Venus.

### Strategia di sostenibilità
Dal 2017 l'azienda utilizza sempre più materiali sostenibili e soluzioni più rispettose del clima, investe in innovazioni tecniche e aumenta la trasparenza della catena di fornitura nell'ambito di una strategia di sostenibilità esplicitamente formulata. Le fibre di provenienza sostenibile rappresentavano circa la metà dei materiali tessili utilizzati nel 2021.
Bonprix è uno dei co-fondatori della joint venture internazionale CleanDye, che dal 2019 gestisce uno stabilimento in Vietnam dove i tessuti vengono tinti con un metodo privo di acqua e di sostanze chimiche di processo chiamato DyeCoo.

## Premi
Bonprix è stato votato come miglior marchio nella categoria abbigliamento femminile in un sondaggio condotto su 158.000 consumatori per il 2018-19.
Nel 2020 Bonprix ha ricevuto per la terza volta consecutiva il riconoscimento Insegna dell’Anno nella categoria Abbigliamento Donna.